# Нью-Форест-пони
Нью-Форест-пони (англ. New Forest pony) — ездовая порода пони из Южной Англии.

## Экстерьер
Благородная, выразительная голова, крепкая спина, чётко выступающие суставы, в том числе коленные, сильный и твёрдый круп. Хорошо развиты задние ноги. Рост — до 148 сантиметров. Масть — любая, кроме пегой и тигровой.
Движение пони равномерное и эластичное, с энергичными толчками задних ног без чрезмерного приседания на передние ноги.
Для жеребцов-производителей нежелательны белые пятна на голове и ногах.

## Интерьер
Нью-Форест-пони весьма мягки и спокойны при контакте с человеком. Имеют уравновешенный характер, неприхотливы в выборе пищи; умны, смелы и способны в обучении.
Ход у этого вида пони лёгок, обычно они спокойны и легко управляемы.

## История
Нью-Форест-пони происходят из лесного региона близ Саутгемптона. Здесь и в наше время пасутся несколько тысяч пони, объединённые в полудикие табуны. Впервые письменно этот пони упомятнут под 1016 год. В течение столетий происходило искусственное смешение их с различными породами лошадей, чтобы улучшить величину и телосложение животных. В середине 30-х годов XX столетия было объявлено о выведении породы пони Нью-Форест-пони, считающейся чистокровной. В настоящее время пони этой расы распространены среди любителей по всей Европе.